# Mountain Park, Georgia
Mountain Park är en ort (CDP) i Gwinnett County, i delstaten Georgia, USA. Enligt United States Census Bureau har orten en folkmängd på 11 554 invånare (2010) och en landarea på 14,7 km².